# Navàs
Navàs (em catalão e oficialmente), Navás (em castelhano) ou Navars (em catalão), é um município da Espanha na comarca de Bages, província de Barcelona, comunidade autónoma da Catalunha. Tem 80,6 km² de área e em 2021 tinha 5 973 habitantes (densidade: 74,1 hab./km²).

## Demografia
| Variação demográfica do município entre 1991 e 2004[carece de fontes?] | Variação demográfica do município entre 1991 e 2004[carece de fontes?] | Variação demográfica do município entre 1991 e 2004[carece de fontes?] | Variação demográfica do município entre 1991 e 2004[carece de fontes?] |
| ---------------------------------------------------------------------- | ---------------------------------------------------------------------- | ---------------------------------------------------------------------- | ---------------------------------------------------------------------- |
| 1991                                                                   | 1996                                                                   | 2001                                                                   | 2004                                                                   |
| 5538                                                                   | 5812                                                                   | 5435                                                                   | 5658                                                                   |